# Mine d'Hingula
La mine d'Hingula est une mine à ciel ouvert de charbon située en Inde,,.